# Гранд Лејк (Колорадо)
Гранд Лејк (енгл. Grand Lake) град је у америчкој савезној држави Колорадо.

## Демографија
По попису из 2010. године број становника је 471, што је 24 (5,4%) становника више него 2000. године.
| Група             | 2000.       | 2010.       |
| Белци             | 422 (94,4%) | 423 (89,8%) |
| Афроамериканци    | 3 (0,7%)    | 1 (0,2%)    |
| Азијати           | 3 (0,7%)    | 2 (0,4%)    |
| Хиспаноамериканци | 12 (2,7%)   | 35 (7,4%)   |
| Укупно            | 447         | 471         |